# 41 Dywizja Strzelecka (ZSRR)
41 Dywizja Strzelecka (ros. 41-я стрелковая дивизия) – związek taktyczny piechoty Armii Czerwonej.
W czerwcu 1941 roku pod dow. płk G.N. Makuszewa w składzie 6 Korpusu Strzeleckiego, 6 Armii Okręgu Kijowskiego.

## Struktura organizacyjna
W jej skład wchodziły:
- 102 Pułk Strzelecki
- 139 Pułk Strzelecki
- 244 Pułk Strzelecki
- 132 Pułk Artylerii
- (-) Pułk Artylerii,
- batalion przeciwpancerny,
- batalion artylerii przeciwlotniczej,
- batalion zwiadu,
- batalion saperów
- inne służby.

## Dowódcy dywizji
- płk Gieorgij Mikucziew (był w 1939)[1]